# 特里基人
特里基人是一个族群在北美洲，使用人口主要分佈於墨西哥瓦哈卡州及鄰近地區。

## 方言
依據《民族语》，特里基语分成三種方言：
- 柯帕拉特里基方言：約15,000人使用，主要分布於
- （圣安德烈斯）奇卡華特拉特里基方言：約6,000人使用
- （圣马丁）伊頓约索方言：约2,000人使用

而依據墨西哥国家印地安语言研究所（INALI）在2008年出版的刊物，則分成四種方言：
- （聖胡安）柯帕拉特里基方言：分佈於聖地牙哥烏斯特拉華卡
- 拉梅迪亞特里基方言：分佈於圣马丁伊頓約索
- 拉阿爾塔特里基方言：分佈於奎雷洛普特拉谷地
- 拉巴亞特里基方言：分佈於羅沙里歐康斯坦夏、奎雷洛普特拉谷地

## 教育
这个民族有一个基本的一级学校：
- 幼儿园
- 双语小学
- 初中

一些村庄有一个高中但是没有大学。

### 西班牙文資料
- Gay, José Antonio. (1982). Historia de Oaxaca. México: Porrúa.
- Fischer Lewin, Pedro y Sandoval Cruz, Fausto. (2007). Triquis （页面存档备份，存于）. México: CDI.
- López Bárcenas, Francisco; Avendaño Ramírez, Juan, et. al. (2005). Con la vida en los linderos, violencia y conflictos en el Ñuú Savi. Serie: derechos indígenas 9. México: Colofón.

### 英文資料
- Hollenbach, Barbara E. (1999). A Cultural Sketch of the Copala Trique. （页面存档备份，存于） México: ILV.
- Huerta Rios, Cesar. (1994). Triquis （页面存档备份，存于）. México: INI.